# Stone Temple Pilots
Stone Temple Pilots est un groupe de rock américain, originaire de San Diego, en Californie. Il est formé en 1990. À ses débuts, la formation est associée au mouvement grunge, avant d'évoluer vers un style plus hard rock. Le parcours du groupe est marqué par d'importants succès commerciaux, mais aussi par les problèmes de drogues de son chanteur, Scott Weiland.
Stone Temple Pilots compte près de 35 millions d'exemplaires vendus, et un Grammy Award en 1994 pour son titre Plush, issu de son premier album Core (l'un des disques les mieux vendus des années 1990). Le groupe se sépare en 2002 et Scott Weiland rejoint le groupe Velvet Revolver, avec lequel il a enregistré deux albums. Stone Temple Pilots se reforme en 2008. En 2013, le chanteur Scott Weiland est remplacé par Chester Bennington du groupe Linkin Park. Le groupe officialise en novembre 2017 l'arrivée de Jeff Gutt au chant.

## Biographie

### Formation et débuts (1985–1994)
Scott Weiland fait la rencontre de Robert DeLeo en 1987 lors d'un concert du groupe punk Black Flag, à Long Beach, en Californie. Ils forment un groupe du nom de Mighty Joe Young, avec Robert DeLeo à la basse, son frère Dean DeLeo à la guitare, et Eric Kretz à la batterie. À la suite d'une mise en demeure du bluesman Mighty Joe Young, le quatuor doit changer de nom. Ils optent d'abord pour Shirley Temple Pussy, mais les pressions de leur maison de disques les font changer plutôt pour Stereo Temple Pirates. Le groupe tient à garder les initiales « STP », qui leur permet d'utiliser un logo parodiant la compagnie STP Motor Oil Company.
En 1990, le groupe adopte définitivement la dénomination Stone Temple Pilots. En 1992, la formation signe avec Atlantic Records. Leur premier album, Core, incluant les tubes Sex Type Thing, Plush, Wicked Garden, Creep, et Dead and Bloated sort le 29 septembre 1992, et atteint la 3e place dans le Billboard Charts. En 1993, le groupe filme un épisode de MTV Unplugged, où il débute la chanson Big Empty. Ils sont élus groupe du mois par les lecteurs du magazine Rolling Stone. En mars 1994, le groupe remporte un Grammy Award dans la catégorie de meilleure performance hard rock pour Plush. Au printemps 1994, Stone Temple Pilots revient en studio pour leur deuxième album, Purple.

### Tiny Music(1995–2002)
En octobre 1995, le groupe enregistre son troisième album, louant un manoir à Santa Barbara, Californie. Stone Temple Pilots publie l'album Tiny Music... Songs from the Vatican Gift Shop, le 5 mars 1996. Il marque un changement drastique dans le son du groupe, qui passe au glam rock et à la musique psychédélique plutôt qu'au hard rock/grunge qui les a popularisé ; à cette période, l'accueil critique est mitigé,,. Rolling Stone accueille favorablement l'album. Stone Temple Pilots sera même en tête de couverture de l'édition 753 du magazine en février 1997.
Le groupe ne parvient pas à effectuer une tournée complète en soutien à Tiny Music... et est renvoyé des dates où ils devaient jouer en ouverture pour la tournée de réunion de Kiss. Une brève tournée se fait à la fin 1996 aux États-Unis, avec des dates en décembre à Hawaï, mais le groupe annule tout en 1997. À cause des problèmes personnels de Weiland, Stone Temple Pilots se met en pause.
Le groupe, sans Weiland, recrute Dave Coutts, chanteur des Ten Inch Men, et jouent sous le nom de Talk Show. Talk Show publie un album éponyme en 1997 avant de se séparer. De son côté, Weiland publie son premier album solo, 12 Bar Blues, en 1998. Même si ces deux albums sont bien accueillis,, aucun n'atteint le succès commercial.
En 1998, le groupe se réunit pour un quatrième album des Stone Temple Pilots. Publié en 1999, No. 4 est album qui revient aux origines du groupe, dans la veine de Core ou Purple. Stephen Thomas Erlewine d'AllMusic compare l'album aux groupes de metal alternatif contemporains . No. 4 sera même certifié disque de platine par la RIAA. En été 2001, le groupe publie son cinquième album, Shangri-La Dee Da, qui comprend le single au modeste succès Days of the Week. Malgré la campagne publicitaire pendant une tournée avec Linkin Park et Godsmack au Family Values Tour, Shangri-La Dee Da est un échec commercial.  ce stade, le groupe décide de ne pas renouveler l'expérience. Cependant, ils enregistrent All in the Suit that You Wear, une chanson issue de la bande originale du film Spider-Man.

### Retour et nouvel album (2008–2011)

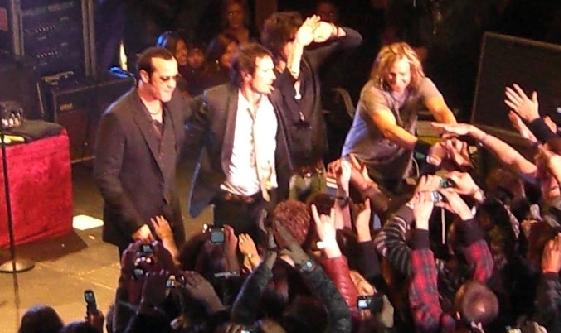
STP au Houdini Mansion le 7 avril 2008.

En 2008, Scott Weiland est de retour dans le groupe et ce dernier revient sur le devant de la scène.
Une tournée américaine est prévue dès octobre 2009. Leur nouvel album, intitulé sobrement Stone Temple Pilots, sort en mai 2010. Le premier single extrait de l'album s'intitule Between the Lines.

### Dernières activités (depuis 2012)
Le 27 février 2013 pour des raisons encore inconnues, Scott Weiland est renvoyé du groupe,. Le 19 mai 2013, Chester Bennington, chanteur principal du groupe Linkin Park, est désigné pour le remplacer. Après les morts de Scott Weiland en 2015 et Chester Bennington en 2017, le groupe officialise en novembre 2017 l'arrivée au poste de chanteur de Jeff Gutt, ancien candidat du télé-crochet The X-Factor et ex-chanteur du groupe de nu metal Dry Cell.

## Style musical et influences
Le son du groupe est considéré comme un mélange de rock alternatif moderne et de hard rock des années 1970, formant une forme d'arena rock. Stone Temple Pilots a repris plusieurs classiques d'artistes rock populaires en live et en studio, tels que The Beatles, Led Zeppelin, Kiss, The Doors, Pink Floyd, David Bowie, et même des artistes reggae comme Bob Marley.
Quoique surtout un groupe de rock alternatif, Stone Temple Pilots a fusionné un grand nombre de styles musicaux à travers leur carrière, incluant hard rock, rock psychédélique, jangle pop et funk rock. Le guitariste Dean DeLeo utilise énormément de guitares à distorsion dans son jeu et le bassiste Robert DeLeo continue de puiser des influences de genres tels que le rhythm and blues, la musique lounge et le ragtime. Scott Weiland (1967 - 2015) était le parolier principal du groupe.

## Membres

### Membres actuels
- Dean DeLeo – guitare (1985-2002, depuis 2008)
- Robert DeLeo – basse (1985-2002, depuis 2008)
- Eric Kretz – batterie (1985-2002, depuis 2008)
- Jeff Gutt - chant (depuis 2017)

### Anciens membres
- Scott Weiland – chant (1985-2002, 2008-2013 ; mort en 2015)
- Chester Bennington – chant (2013-2015 ; mort en 2017)

## Discographie

### Albums studio
- 1992 : Core
- 1994 : Purple
- 1996 : Tiny Music... Songs from the Vatican Gift Shop
- 1999 : No 4
- 2001 : Shangri-La Dee Da
- 2008 : Buy This
- 2010 : Stone Temple Pilots
- 2013 : High Rise Ep (with Chester Bennington)
- 2018 : Stone Temple Pilots 2
- 2020 : Perdida

### Compilations / Rééditions / Live
- 2003 : Thank You (Compilation)
- 2021 : Tiny Music... Songs from the Vatican Gift Shop (Réédition remastérisée inclus l'album studio agrémenté de 15 titres bonus, dont versions alternatives,...)

## Récompenses
- 1993:  MTV Video Music Awards - Meilleur nouveau artiste pour Plush (MTV Video Music Award for Best New Artist)
- 1994 : American Music Award – Nouveau artiste pop/rock favoris (Favorite Pop/Rock New Artist)
- 1994 : Grammy Award – Meilleure performance hard rock pour Plush (Best Hard Rock Performance)

## Half The Man I Used To Beet Nirvana
Leur morceau grunge Creep est régulièrement attribué à tort au groupe Nirvana, la confusion étant volontairement entretenue par les utilisateurs des sites de partage de musique en ligne comme Emule ou YouTube,.